# Бэлоу, Мэри
Мэри Бэлоу (англ. Mary Balogh, урожд. Дженкинс (англ. Jenkins); род. 24 марта 1944, Уэльс) — современная британская писательница, автор романтических произведений, основное действие которых разворачивается в Великобритании начала XIX века.

## Биография
Мэри Дженкинс родилась в послевоенном Суонси (Уэльс) в семье художника Артура Джекинса и домохозяйки Милдред Дженкинс. У Мэри есть старшая сестра Мойра, родившаяся в 1942 году. Обе сестры с детства увлекались литературой и планировали стать профессиональными писательницами.
Обе сестры получили высшее образование и стали педагогами английского языка для детей старшей школы. Мэри заключила двухлетний контракт на преподавание, после чего отправилась работать в Канаду. Но спустя год ей пришлось расторгнуть контракт.
За год работы по контракту ей удалось отработать в Киплинге (канадская провинция Саскачеван), где будущая писательница познакомилась со своим супругом - Робертом, с которым обручилась спустя год.
У пары трое детей: дочь Жаклин, сын Кристофер и дочь Сиан. 
На сегодняшний день у писательницы восемь внуков: Мэттью, Шианн и Джэйдан (дети Жаклин), Кэш и Кристо (дети Крисофера), а также Мия, Мэлоди и Кейд (дети Шона).
Известно, что младшая дочь писательницы — Сиан — проживает с семьей в Техасе, а также является владелицей компании Jane Sinister Productions. Единственный сын писательницы живет в Нью-Джерси и женат на девушки по имени Кэри. Кристофер является совладельцем компании DPS, которая занимается организацией и проведением специальных мероприятий для спортсменов, политиков и пр. Старшая дочь — Жаклин — профессионально изучала гипноз, а также является автором статей по гипнозу.
Мэри Бэлоу увлекается творчеством писательницы Джорджетт Хейер, именно она послужила основным источником вдохновения для ее будущих романов.
Первый роман «A Masked Deception» («Обманчивая маска»), написанный в 1985 году, получил премию Romantic Times в категории «Лучший новый писатель года». В 1988 году писательница прекратила работу школьного учителя и полностью ушла в занятие литературой.

## Премии
Премия Romantic Times Career Archivement Award (Лучший автор): 

Победитель
- 1988—1989 — в категории Regency Romance
- 1992—1993 — в категории Regency short story

Премия Romantic Times Rewiewer’s Choice Award (Лучший роман): 

Победитель
- 2001 — «More than a Mistress» в категории Historical romance of the year
- 2003 — «Slightly scandalous» в категории Best Regensy-set Historical Romance
- 2006 — «Simply Love» в категории Historical romance of the year

Номинации
- 1995 — «Heartless» в категории Historical romance of the year
- 2007 — «Simply Magic» в категории Historical romance of the year
- 2007 — «Simply Perfect» в категории Historical romance of the year
- 2010 — «A Secret Affair» в категории Best Regency-Set Historical Romance